# Maniola insularis
Maniola insularis är en fjärilsart som beskrevs av Thomson 1969. Maniola insularis ingår i släktet Maniola och familjen praktfjärilar. Inga underarter finns listade i Catalogue of Life.